# Allemagne au Concours Eurovision de la chanson 2020
L'Allemagne était l'un des quarante et un pays participants prévus du Concours Eurovision de la chanson 2020, qui aurait dû se dérouler à Rotterdam aux Pays-Bas. Le pays aurait été représenté par le chanteur Ben Dolic et sa chanson Violent Thing, sélectionnés  en interne par le diffuseur NDR. L'édition est finalement annulée en raison de la pandémie de Covid-19.

## Sélection
Le diffuseur allemand NDR annonce sa participation à l'Eurovision 2020 le 23 mai 2019. Le format de sélection Unser Lied für... est abandonné pour 2020, au profit d'une sélection interne. Le 27 février 2020, Ben Dolic et sa chanson Violent Thing sont annoncés comme représentants de l'Allemagne pour l'Eurovision 2020.

## À l'Eurovision
En tant que membre du Big Five, l'Allemagne aurait été qualifiée d'office pour la finale du Concours, le 16 mai 2020.
Le 18 mars 2020, l'annulation du Concours en raison de la pandémie de Covid-19 est annoncée.